# Libanon i olympiska sommarspelen 2012
Libanon deltog i olympiska sommarspelen 2012 som ägde rum i London i Storbritannien mellan den 27 juli och den 12 augusti 2012.

## Bordtennis
- Huvudartikel: Bordtennis vid olympiska sommarspelen 2012

Damer
| Spelare                  | Gren   | Inledande omgång     | Runda 1              | Runda 2              | Runda 3              | Runda 4              | Kvartsfinal          | Semifinal            | Final                | Final            |
| Spelare                  | Gren   | Motståndare Resultat | Motståndare Resultat | Motståndare Resultat | Motståndare Resultat | Motståndare Resultat | Motståndare Resultat | Motståndare Resultat | Motståndare Resultat | Placering        |
| ------------------------ | ------ | -------------------- | -------------------- | -------------------- | -------------------- | -------------------- | -------------------- | -------------------- | -------------------- | ---------------- |
| Tvin Carole Moumjoghlian | Singel | Hanffou (CMR) L 0–4  | Gick inte vidare     | Gick inte vidare     | Gick inte vidare     | Gick inte vidare     | Gick inte vidare     | Gick inte vidare     | Gick inte vidare     | Gick inte vidare |

## Friidrott
- Huvudartikel: Friidrott vid olympiska sommarspelen 2012

Förkortningar
- Notera – Placeringar gäller endast den tävlandes eget heat
- Q = Kvalificerade sig till nästa omgång via placering
- q = Kvalificerade sig på tid eller, i fältgrenarna, på placering utan att ha nått kvalgränsen
- NR = Nationellt rekord
- N/A = Omgången inte möjlig i grenen
- Bye = Idrottaren behövde inte delta i omgången

Herrar
Bana och väg
| Idrottare   | Gren       | Heat     | Heat      | Semifinal        | Semifinal        | Final            | Final            |
| Idrottare   | Gren       | Resultat | Placering | Resultat         | Placering        | Resultat         | Placering        |
| ----------- | ---------- | -------- | --------- | ---------------- | ---------------- | ---------------- | ---------------- |
| Ahmad Hazer | 110 m häck | 14.82    | 9         | Gick inte vidare | Gick inte vidare | Gick inte vidare | Gick inte vidare |

Damer
Bana och väg
| Idrottare        | Gren  | Heat     | Heat      | Semifinal        | Semifinal        | Final            | Final            |
| Idrottare        | Gren  | Resultat | Placering | Resultat         | Placering        | Resultat         | Placering        |
| ---------------- | ----- | -------- | --------- | ---------------- | ---------------- | ---------------- | ---------------- |
| Gretta Taslakian | 200 m | 24.49    | 8         | Gick inte vidare | Gick inte vidare | Gick inte vidare | Gick inte vidare |

## Fäktning
- Huvudartikel: Fäktning vid olympiska sommarspelen 2012

Herrar
| Idrottare   | Gren                  | Omgång 1           | Omgång 2          | Omgång 3          | Kvartsfinal       | Semifinal         | Final / BM        | Final / BM       |
| Idrottare   | Gren                  | Motståndare Poäng  | Motståndare Poäng | Motståndare Poäng | Motståndare Poäng | Motståndare Poäng | Motståndare Poäng | Placering        |
| ----------- | --------------------- | ------------------ | ----------------- | ----------------- | ----------------- | ----------------- | ----------------- | ---------------- |
| Zain Shaito | Florett, individuellt | Zhu J (CHN) L 2–15 | Gick inte vidare  | Gick inte vidare  | Gick inte vidare  | Gick inte vidare  | Gick inte vidare  | Gick inte vidare |

Damer
| Idrottare   | Gren                  | Omgång 1              | Omgång 2                  | Omgång 3          | Kvartsfinal       | Semifinal         | Final / BM        | Final / BM       |
| Idrottare   | Gren                  | Motståndare Poäng     | Motståndare Poäng         | Motståndare Poäng | Motståndare Poäng | Motståndare Poäng | Motståndare Poäng | Placering        |
| ----------- | --------------------- | --------------------- | ------------------------- | ----------------- | ----------------- | ----------------- | ----------------- | ---------------- |
| Mona Shaito | Florett, individuellt | El-Gammal (EGY) W 7–6 | Di Francisca (ITA) L 2–15 | Gick inte vidare  | Gick inte vidare  | Gick inte vidare  | Gick inte vidare  | Gick inte vidare |

## Judo
Damer
| Idrottare     | Gren                     | Sextondelsfinal                | Åttondelsfinal       | Kvartsfinal          | Semifinal            | Återkval             | Bronsmatch           | Final                | Final            |
| Idrottare     | Gren                     | Motståndare Resultat           | Motståndare Resultat | Motståndare Resultat | Motståndare Resultat | Motståndare Resultat | Motståndare Resultat | Motståndare Resultat | Placering        |
| ------------- | ------------------------ | ------------------------------ | -------------------- | -------------------- | -------------------- | -------------------- | -------------------- | -------------------- | ---------------- |
| Caren Chammas | Halv mellanvikt (-63 kg) | Willeboordse (NED) L 1100–0000 | Gick inte vidare     | Gick inte vidare     | Gick inte vidare     | Gick inte vidare     | Gick inte vidare     | Gick inte vidare     | Gick inte vidare |

## Taekwondo
| Idrottare    | Gren            | Åttondelsfinaler     | Kvartsfinaler         | Semifinaer           | Återkval             | Bronsmatch           | Final                | Final            |
| Idrottare    | Gren            | Motståndare Resultat | Motståndare Resultat  | Motståndare Resultat | Motståndare Resultat | Motståndare Resultat | Motståndare Resultat | Placering        |
| ------------ | --------------- | -------------------- | --------------------- | -------------------- | -------------------- | -------------------- | -------------------- | ---------------- |
| Andrea Paoli | Damernas −57 kg | Munoz (CUB) W 4–2    | Tseng L-C (TPE) L 2–5 | Gick inte vidare     | Gick inte vidare     | Gick inte vidare     | Gick inte vidare     | Gick inte vidare |